# Lethe diana
Lethe diana är en fjärilsart som beskrevs av Butler 1866. Lethe diana ingår i släktet Lethe och familjen praktfjärilar. Inga underarter finns listade i Catalogue of Life.

## Bildgalleri

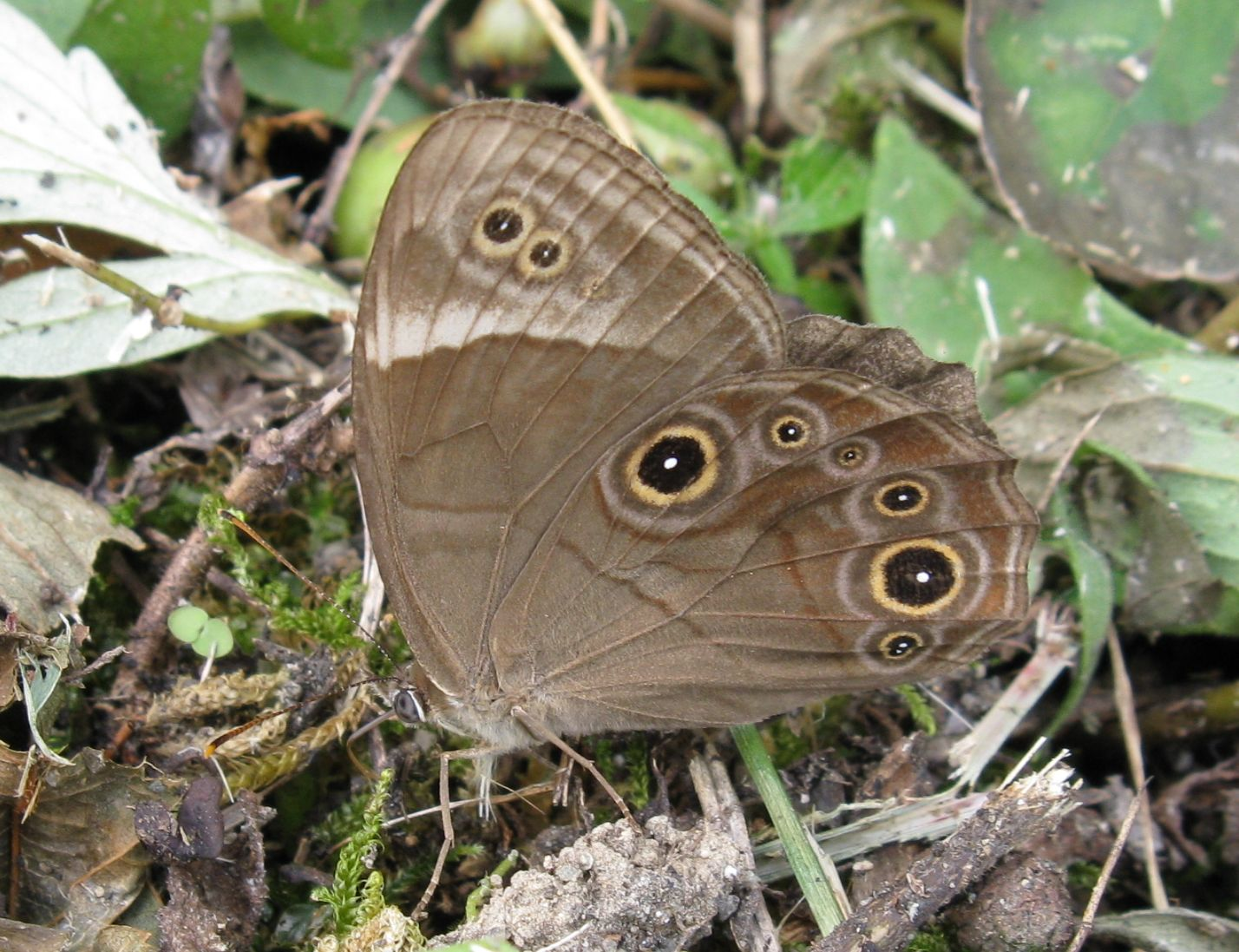